# Daniel Prenn
Daniel Prenn (ur. 7 września 1904 w Wilnie, zm. 3 września 1991 w Dorking) – niemiecki tenisista, finalista Wimbledonu w grze mieszanej, reprezentant w Pucharze Davisa. W różnych okresach życia posiadał również obywatelstwo polskie i brytyjskie.
Był synem żydowskiego przedsiębiorcy budowlanego. Po I wojnie światowej otrzymał (podobnie jak ojciec) obywatelstwo polskie. Studiował nauki inżynieryjne na politechnice w Berlinie, ale aktywnie uczestniczył w polskim życiu tenisowym. Był m.in. mistrzem Śląska i Katowic w grze pojedynczej i podwójnej w 1926, wygrał także w tymże roku turniej w Łodzi w deblu, partnerując Maksowi Stolarowowi. Przez pewien czas był członkiem Łódzkiego Klubu Lawn Tennisowego. W 1927 znalazł się na 2. miejscu listy klasyfikacyjnej Polskiego Związku Lawn Tennisowego, za Stanisławem Czetwertyńskim.
Ze względu na studia Prenn stale rezydował jednak w Berlinie, co stawiało pod znakiem zapytania jego starty w składzie polskiej reprezentacji w Pucharze Davisa. Możliwość ta została ostatecznie zaprzepaszczona w 1928, prawdopodobnie ze względu na nieuregulowany stosunek do służby wojskowej. Prenn pozostał w Niemczech i w 1928 debiutował w reprezentacji Niemiec. W tym samym roku po raz pierwszy wygrał międzynarodowe mistrzostwa Niemiec w Hamburgu.
Prenn został członkiem klubu LTTC RW Berlin i znalazł się na czele listy klasyfikacyjnej federacji niemieckiej. W 1929 znacznie przyczynił się do awansu reprezentacji do finału międzystrefowego Pucharu Davisa, zdobywając m.in. dwa punkty singlowe z Brytyjczykami (w finale przegrał jednak z Billem Tildenem i Frankiem Hunterem, a także mecz deblowy). Ponownie osiągnął finał międzystrefowy tych rozgrywek w 1932, kiedy zespół niemiecki został wzmocniony Gottfriedem von Crammem. W półfinale strefy europejskiej Prenn pokonał Brytyjczyków Bunny’ego Austina i Freda Perry’ego, tego ostatniego po dramatycznym pięciosetowym meczu, w którym Perry prowadził już 5:2 w decydującej partii. W finale międzystrefowym Pucharu Davisa w 1932 Niemcy przegrali z Amerykanami 2:3, a Prenn odniósł zwycięstwo nad Frankiem Shieldsem. Postawa w Pucharze Davisa sprawiła, że Prenn został sklasyfikowany na 6. miejscu rankingu „Daily Telegraph”, a pismo „American Lawn Tennis” uznało go za pierwszą rakietę Europy. Już w 1929 wśród ośmiu najlepszych współczesnych graczy umieścił go Bill Tilden.
W 1930 Prenn osiągnął swój jedyny finał wielkoszlemowy – w finale grzy mieszanej na Wimbledonie w parze z Hilde Krahwinkel przegrał 1:6, 3:6 z Jackiem Crawfordem i Elizabeth Ryan. W 1934 doszedł na Wimbledonie do półfinału debla, partnerując Australijczykowi Harry Hopmanowi.
Kariera tenisowa Prenna załamała się po dojściu Hitlera do władzy. W kwietniu 1933 nowe władze niemieckie wydały zakaz reprezentowania kraju przez osoby pochodzenia żydowskiego. Przeciwko takiej decyzji protestowali m.in. niedawni rywale Prenna z Pucharu Davisa Austin i Perry, a także król Szwecji Gustaw V, znany miłośnik tenisa. W tej nowej sytuacji Prenn opuścił Niemcy i udał się do Wielkiej Brytanii. Tam, za pośrednictwem konsulatu polskiego w Londynie, zwrócił się do Polskiego Związku Tenisowego z prośbą o zezwolenie na grę w barwach Polski, co decyzją zarządu zostało jednak w sierpniu 1933 roku odrzucone. W związku z tym Daniel Prenn przyjął wkrótce potem obywatelstwo Wielkiej Brytanii i w barwach tego kraju kontynuował występy tenisowe, nie odnosząc już poprzednich sukcesów. Prowadził przedsiębiorstwo w branży elektromechanicznej.
Dziennikarz „Timesa”, komentując wykluczenie Prenna z niemieckiej ekipy daviscupowej, zauważył, że prawdopodobnie obawiano się niekorzystnej propagandowo konfrontacji z Polską. Faszystowskie władze nie chciały dopuścić, aby ewentualne zwycięstwo Niemiec nastąpiło za sprawą polskiego Żyda. Ostatecznie do meczu Polska-Niemcy nie doszło, gdyż polska ekipa uległa Holendrom. W 1936 Prenn na zaproszenie polskiego związku uczestniczył w Warszawie w przygotowaniach reprezentacji Polski do sezonu, trenując m.in. z Ignacym Tłoczyńskim i Józefem Hebdą.
Prenn był zawodnikiem praworęcznym, o bogatym wachlarzu zagrań. Zbigniew Bełdowski, znany polski trener tenisa, pamiętał występy Prenna w Sopocie w połowie lat 20., podkreślając szczególnie jego umiejętności smeczowania. Syn Prenna Oliver (ur. 1938) zdobył w 1955 mistrzostwo Wielkiej Brytanii juniorów.
Daniel Prenn był również utalentowanym tenisistą stołowym, w 1926 reprezentował Niemcy na mistrzostwach świata w Londynie. Dwa lata później figurował na 2. miejscu rankingu krajowego w Niemczech.
W 1981 został wpisany do Hall of Fame Sportu Żydowskiego.